# Portal State Bank
Die Portal State Bank ist ein Baudenkmal in Portal, Burke County, North Dakota.
Das Bankunternehmen wurde am 15. Dezember 1902 von Levy Haffie, Galin P. Makee und Elias Pierson gegründet und mit einem Startkapital von 10.000 US-Dollar ausgestattet. Der wahrscheinliche Baubeginn für das heutige Geschäftshaus liegt im Jahr 1903 und seine Existenz ist für das Jahr 1907 gesichert.
Die Portal State Bank wurde am 3. Oktober 1996 in das National Register of Historic Places („Nationales Verzeichnis historischer Orte“) aufgenommen. Sie gilt als das einzige Geschäftsgebäude im County mit einem derart deutlich ausgeprägten neoklassizistischem Äußeren.